# Restauranten, Djursholm

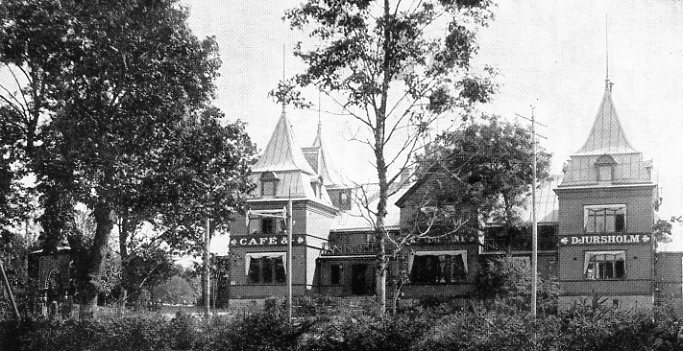
Restauranten på 1890-talet

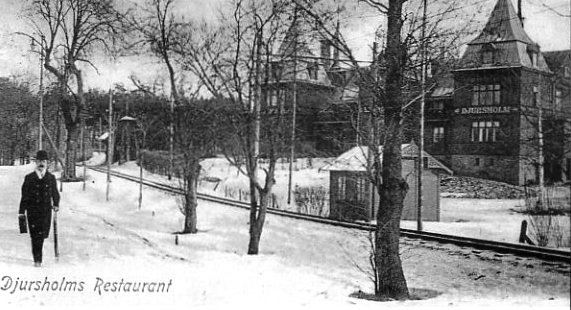
Djursholms restaurant vid Djursholmsbanans hållplats Restauranten. Vykort från ca år 1900.

Djursholms restaurant var en restaurang och samlingslokal som under 66 år, mellan 1890 och 1956, var en social samlingspunkt i villastaden Djursholm norr om Stockholm. Den låg intill nuvarande Djursholms torg.
Restaurangrörelsen grundades av källarmästare Wilhelm Strandberg, som då var 25 år gammal och hade erfarenhet från Berns salonger i Stockholm. Restaurangbyggnaden var en villa på en tomt som ägdes av Stockholm-Rimbo Järnvägsaktiebolag i kvarteret Gandvik, intill Samsöviken vid Stora Värtan. Byggnaden hade uppförts som ett visningshus, en provvilla, som ett exempel på hur bebyggelsen i den nya villastaden som grundades året innan skulle kunna utformas. År 1891 byggdes villan om och anpassades som restauranglokal.
I samband med att August Strindberg under en kort tid 1891 och 1892 bodde i Djursholm planerade han en teater i restaurangbyggnadens stora matsal. Planerna skrinlades dock eftersom Strandberg behövde salen för restaurangverksamheten.
År 1895 fick restaurangen en ny utformning. Arkitekt för ombyggnaden var Gustaf Lindgren. En av de tongivande personligheterna i det unga samhället, Ernst Beckman, beskriver år 1897 i sin bok En bok om Djursholm restaurangen och dess miljö: Ombyggd 1895 efter ritning af arkitekten G. Lindgren erbjuder den numera med sina spetsiga torn med ljusgrön takbetäckning, en mycket målerisk anblick. Från verandorna och gårdsplanen har man en förtjusande utsikt öfver skogsdungar och grönskande fält samt Stora Värtans och Askrikefjärdens blåa vattenspegel.
I ett annex intill huvudbyggnaden hyrde källarmästare Strandberg några "vackert belägna möblerade rum för resande eller för personer som under några veckor söka vederkvickelse i villastadens rena luft och lantliga lif".
Strandberg lämnade rörelsen år 1898 för att istället öppna restaurangen Metropol vid Norrmalmstorg i Stockholm. Restaurangverksamheten fortsatte med nya källarmästare. Byggnaden förändrades vid flera tillfällen, bland annat 1902, även då med Gustaf Lindgren som arkitekt. Lokalerna användes både för traditionell restaurangverksamhet, privata och kommunala fester, samt kommunala sammanträden.
Restaurangen var stängd mellan 1919 och 1921. Då sålde järnvägsbolaget tomten och byggnaderna till det nybildade bolaget Djursholms restaurangaktiebolag, som ägdes av Djursholms AB, järnvägsbolaget och några privatpersoner. Bolaget bytte senare namn till Fastighetsaktiebolaget Gandvik. I samband med ombildningen av företaget gjordes ytterligare en stor ombyggnad, som var klar i augusti 1922. Arkitekt var Victor Fagerström. Restaurangen inrymde då flera matsalar, festvåning, klubbrum, vigselrum, biograf med 200 platser, samt en särskild byggnad som användes som bowlinghall. Dessutom fanns det sju rum för resande. Biografen användes även för teaterföreställningar, dans och konserter.
Restaurangens lönsamhet försämrades och det sociala livet i Djursholm fann nya former. År 1956 stängdes Djursholms restaurant, men byggnaden stod kvar till 1963 då den eldades upp av brandkåren. På tomten byggdes 1968 ett nytt värdshus och bostäder i det så kallade Familjehotellet, ritat av arkitekten Bertil Falck på FFNS.

## Järnvägshållplats
Restauranten var även namnet på en järnvägshållplats på numera nedlagda Djursholmsbanan. Hållplatsen, som låg intill restaurangbyggnaden, vid nuvarande Henrik Palmes allé, öppnades år 1890 vid invigningen av banan och förblev en hållplats fram till 1976 då huvudmannen SL beslutade att lägga ned järnvägslinjen Djursholms Ösby-Eddavägen. Sedan restaurangen Restauranten hade stängt, bytte hållplatsen namn till Djursholms torg efter det närliggande torget Djursholms torg. Namnbytet skedde dock först 1968.